# CAMS 37
CAMS 37 là một loại tàu bay chế tạo tại Pháp vào giữa thập niên 1920, ban đầu nó được thiết kế làm máy bay trinh sát quân sự, nhưng sau đó được sử dụng với nhiều mục đích khác nhau.

## Biến thể
- 37 – mẫu thử (1 chiếc)
- 37A – phiên bản thủy bộ lưỡng dụng (185 chiếc)
- 37/2 – phiên bản tàu bay cải tiến kết hợp với phiên bản 37A (45 chiếc)
- 37A/3 – gia cố lại khung vỏ (2 chiếc)
- 37A/6 – phiên bản cabin kín cho Hải quân Pháp (3 chiếc)
- 37A/7 - (hay 37Lia) phiên bản thủy bộ liên lạc (36 chiếc)
- 37A/9 – phiên bản chở sĩ quan cho Hải quân Pháp
- 37/10 – phiên bản dùng để thử nghiệm (2 chiếc)
- 37/11 – phiên bản huấn luyện (110 chiếc)
- 37/12 – phiên bản dân sự (1 chiếc)
- 37/13 - (hay 37bis)
- 37C - (hay 37GR) phiên bản tầm xa (1 chiếc)
- 37bis

## Quốc gia sử dụng
Pháp
- Aviation Navale
- Không quân Pháp

 Bồ Đào Nha
- Không quân Hải quân Bồ Đào Nha

## Tính năng kỹ chiến thuật (37/2)
Đặc điểm tổng quát
- Kíp lái: 3
- Chiều dài: 11,43 m (37 ft 6 in)
- Sải cánh: 14,50 m (47 ft 7 in)
- Chiều cao: 4,20 m (13 ft 9 in)
- Diện tích cánh: 59,9 m2 (644 ft2)
- Trọng lượng rỗng: 2.170 kg (4.784 lb)
- Trọng lượng có tải: 3,00 kg (6.614 lb)
- Powerplant: 1 × Lorraine 12Ed, 336 kW (450 hp)

Hiệu suất bay
- Vận tốc cực đại: 185 km/h (115 mph)
- Tầm bay: 1.200 km (748 dặm)
- Trần bay: 3.500 m (11.480 ft)

Vũ khí trang bị
- 4 × súng máy Lewis.303
- 300 kg (660 lb) bom